# 안툰 코바치치
안툰 코바치치(영어: Antun Kovacic, 1981년 7월 10일 ~ ) 혹은 안툰 코바식은 오스트레일리아의 은퇴한 축구 선수로, 포지션은 센터백이다. K리그 2009 시즌 K리그1 울산 현대 호랑이에서 활약한 적이 있으며, K리그 등록명은 안툰이었다.